# Euryhapsis annuliventris
Euryhapsis annuliventris är en tvåvingeart som först beskrevs av Malloch 1915.  Euryhapsis annuliventris ingår i släktet Euryhapsis och familjen fjädermyggor.
Artens utbredningsområde är Kalifornien. Inga underarter finns listade i Catalogue of Life.